# Kings of Chunda Chunda
Kings of Chunda Chunda es el segundo disco del grupo madrileño se ska y pop rock The Refrescos, publicado en el año 1990. No fue tan exitoso como su predecesor, pero igualmente se hizo conocido gracias a sus tres singles: "Todo, nada", "Saca" y "IPC (Smoke on the Conde)", que se convirtieron en favoritos de los fanes. Los tres singles trataban el tema del dinero y la sociedad consumista. Este disco es mucho más cercano al ska que su predecesor, con un prominente uso de secciones de viento y ritmos jamaicanos. También destaca por la inclusión de chistes y gags cómicos en medio de las canciones.

## Lista de canciones
1. En España (4:30)
2. Todo, nada (3:18)
3. Te quiero (4:17)
4. Saca (3:19) (Versión de "Shocker" de The Toasters)
5. IPC (Smoke on the Conde) (2:51) (Contiene parodias de "Smoke on the Water" de Deep Purple y "Living in America" de James Brown)
6. Yo (3:33)
7. Ana (2:45)
8. El coche (3:10)
9. Contagiado por amor (3:40)
10. Sospechas (5:08) (Incluye un gag cómico al final)

## Personal
• 'Bernárdez': Voz
• 'Pardini': Guitarra
• 'Bulbul': Batería
• Alberto Oyarbide 'Sobórnez': Bajo
• Andreas Prittwitz: Saxo en "En España", "Todo, nada", "Saca" y "Yo"
• Jim Kashishian: Trombón en "En España", "Todo, nada", "Saca" y "Yo"
• José Núñez Lozano: Trompeta en "En España", "Todo, nada", "Saca" y "Yo"
• J.A. Macías: Teclados
- Datos: Q56316392